# Thallarcha macillenta
Thallarcha macillenta är en fjärilsart som beskrevs av Lucas 1893. Thallarcha macillenta ingår i släktet Thallarcha och familjen björnspinnare. Inga underarter finns listade i Catalogue of Life.